# Tomen Llanio
Tomen Llanio är ett slott i Storbritannien.   Det ligger i kommunen Ceredigion och riksdelen Wales, i den södra delen av landet, 270 km väster om huvudstaden London. Tomen Llanio ligger 167 meter över havet.
Terrängen runt Tomen Llanio är varierad. Runt Tomen Llanio är det ganska glesbefolkat, med 48 invånare per kvadratkilometer. Närmaste större samhälle är Lampeter, 12,9 km sydväst om Tomen Llanio. Trakten runt Tomen Llanio består i huvudsak av gräsmarker.